# Municipio de Solem
El municipio de Solem (en inglés: Solem Township) es un municipio ubicado en el condado de Douglas en el estado estadounidense de Minnesota. En el año 2010 tenía una población de 233 habitantes y una densidad poblacional de 2,51 personas por km².

## Geografía
El municipio de Solem se encuentra ubicado en las coordenadas 45°48′43″N 95°42′28″O / 45.81194, -95.70778. Según la Oficina del Censo de los Estados Unidos, el municipio tiene una superficie total de 92.88 km², de la cual 88,56 km² corresponden a tierra firme y (4,66 %) 4,33 km² es agua.

## Demografía
Según el censo de 2010, había 233 personas residiendo en el municipio de Solem. La densidad de población era de 2,51 hab./km². De los 233 habitantes, el municipio de Solem estaba compuesto por el 99,14 % blancos y el 0,86 % eran de una mezcla de razas. Del total de la población el 0 % eran hispanos o latinos de cualquier raza.